# Rue Blanchard
Pour l’article homonyme, voir Rue Jean-Pierre-Blanchard.
La rue Blanchard est une voie du 20e arrondissement de Paris, en France.

## Situation et accès
La rue Blanchard est une voie publique située dans le 20e arrondissement de Paris. Elle débute au 98, boulevard Davout et se termine au 5, rue Félix-Terrier.

## Origine du nom

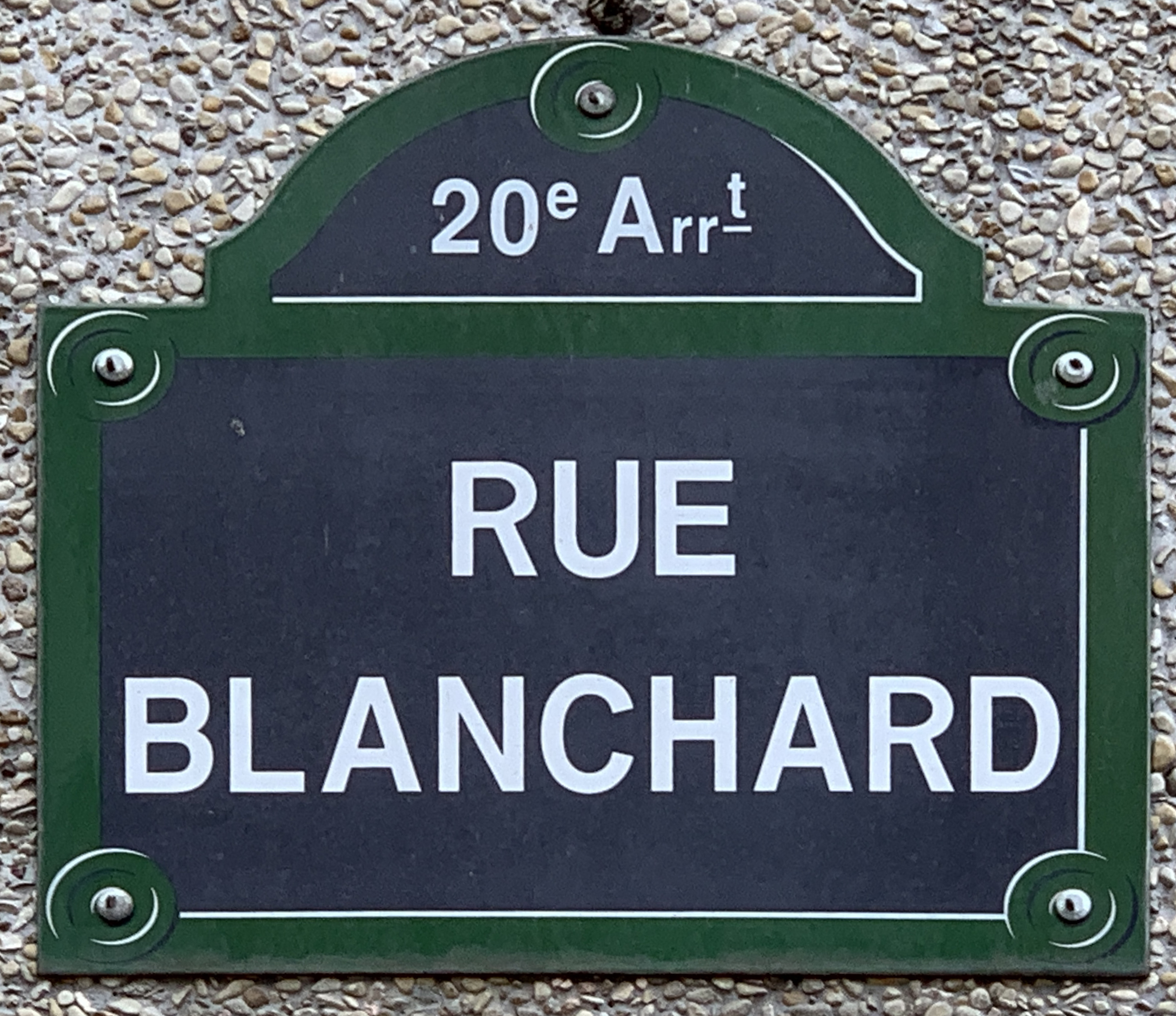
Plaque de la rue.

Cette rue tire son nom de Jean-Pierre Blanchard (1753-1809), aéronaute français, inventeur du parachute.

## Historique
La voie a été ouverte sur l'emplacement du bastion no 13 de l'enceinte de Thiers par l'Office public d'habitations de la Ville de Paris et a pris sa dénomination actuelle par un arrêté du 10 février 1933.